# Запорожченко Іван Данилович
Запорожченко Іван Данилович (24 листопада 1872, хутір Озруби (нині с. Артюхівка), Глинська волость, Роменський повіт, Полтавська губернія — 2 березня 1932, хутір Олава; нині — Роменський район, Сумська область) — народний кобзар та поет.

## Життєпис
Осліп в 6 років. Батько Івана був добрим музикантом-скрипалем, який мандрував по навколишніх селах та панських маєтках, аби прогодувати себе і родину. Від нього і перейняв Іван ще в молодості любов до пісні та музики, навчився грати на кобзі.
Іван Запорожченко багато мандрував по містах і селах України, бував на Кубані, в Криму, ходив на Дон, був на Кавказі, Волзі.
Перед революцією 1905—1907 встановив зв'язок з Сумською організацією РСДРП, брав активну участь у підпільній роботі, розносив по селах листівки, прокламації, під час громадянської війни був партизаном.
Помер 2 березня 1932 року на хуторі Олава.
Окремі твори І. Д. Запорожченка поміщені в збірниках: «Українські народні думи та історичні пісні» (К., 1955) та «Пісні» (Чернігів, 1936).

## Творчість
В репертуарі кобзаря було багато історичних, соціально-побутових, ліричних, жартівливих пісень («Морозенко». «Ой наступала та чорна хмара», «Хома та Ярема» тощо).
У 1901 році почав складати вірші і пісні, яких записано близько 60: про революційні події («Революція 1905 року», «1917 рік»), Українську революцію («Наступ Денікіна»), радянську владу («Пісня комсомольців», «Слава Комуні і Леніну»), побутового змісту, ліричні та інші. Деякі його пісні стали народними.